# Wzrost człowieka

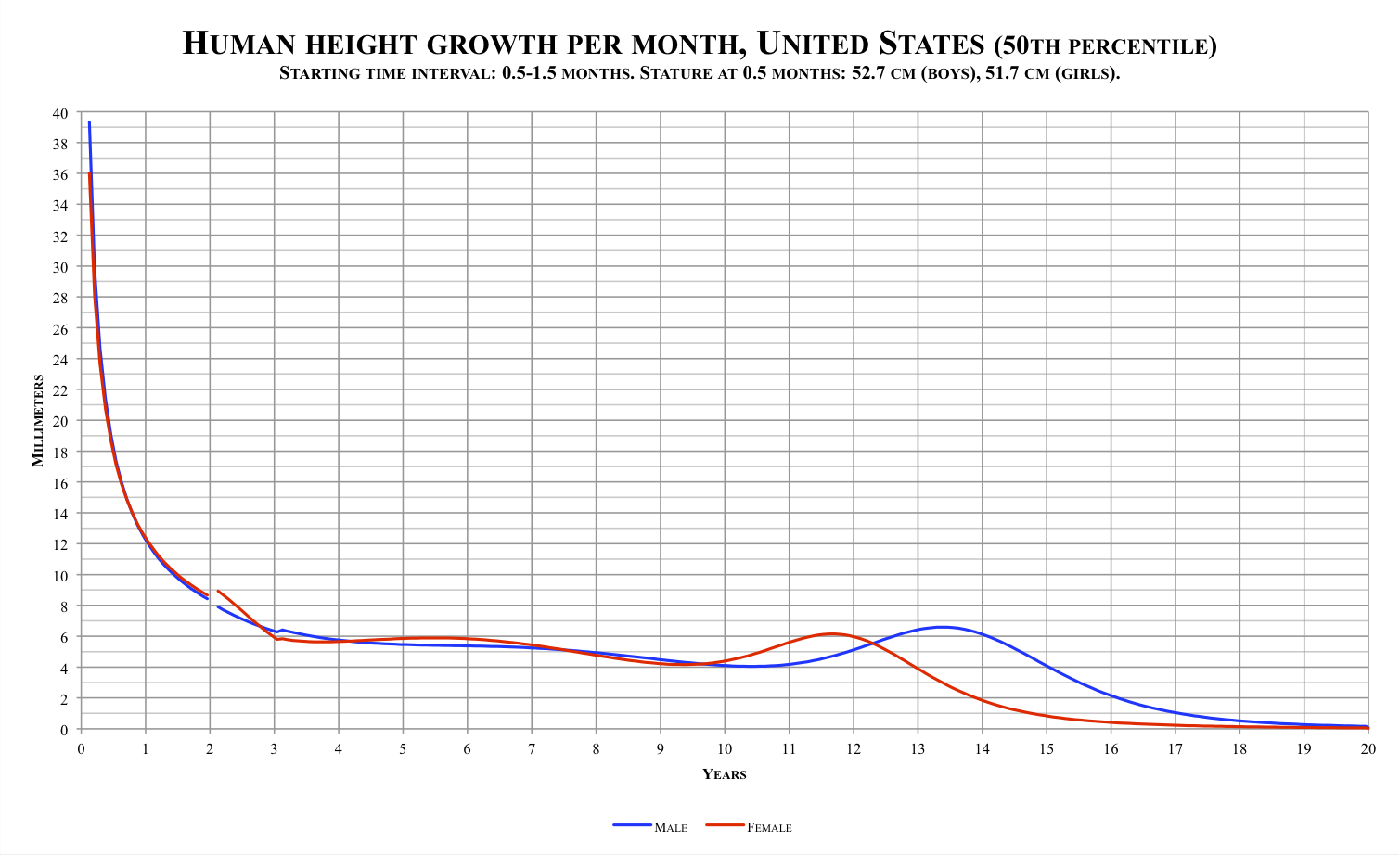
Przeciętny miesięczny przyrost wzrostu mężczyzn i kobiet w wieku 0–20 lat

Wzrost człowieka – parametr określający wysokość człowieka mierzoną od czubka głowy do podeszwy stopy w pozycji wyprostowanej. Rano i wieczorem wzrost może się różnić o 2–3 cm.
Wysokość ciała uwarunkowana jest wieloma genami, których ekspresja zależna jest od warunków środowiskowych. Wraz z poprawą warunków socjoekonomicznych w populacji obserwuje się zwiększenie średniego wzrostu o 0,5–2 cm na dekadę, przy czym zjawisko to bardziej dotyczy osób niskich. Wyróżnianych jest 5 głównych czynników wpływających na wzrost:
1. czynniki genetyczne 60 - 80%
2. status społeczno-ekonomiczny rodziny (wykształcenie - zwłaszcza matki, wykonywany zawód, dostęp do opieki zdrowotnej)
3. czynniki społeczno-ekonomiczne (rozkład dochodów, ceny produktów)
4. warunki środowiskowe
5. stan sanitarny

Szczególnie niskim wzrostem charakteryzują się Pigmeje.
Niższe kobiety cechują się większą płodnością. W trudnych warunkach socjoekonomicznych niższe kobiety pozostawiają więcej potomstwa w porównaniu z kobietami wyższymi.
Wśród zaburzeń wzrostu można wyróżnić:
- karłowatość,
- gigantyzm,
- akromegalia.

Największy dotychczas (2003) zanotowany wzrost wynosi 272 cm. Najwyższym żyjącym obecnie człowiekiem jest Sultan Kösen z Turcji, mierzący 251 cm. Do marca 2010 najniższym człowiekiem świata był He Pingping o wzroście 73 cm.